# Дульнозарядна зброя

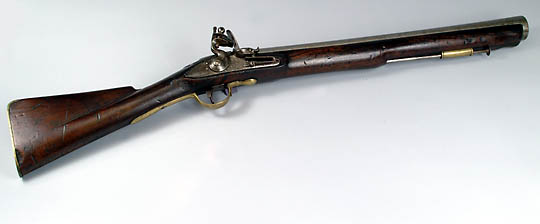
Кременева рушниця XVIII ст. — мушкетон

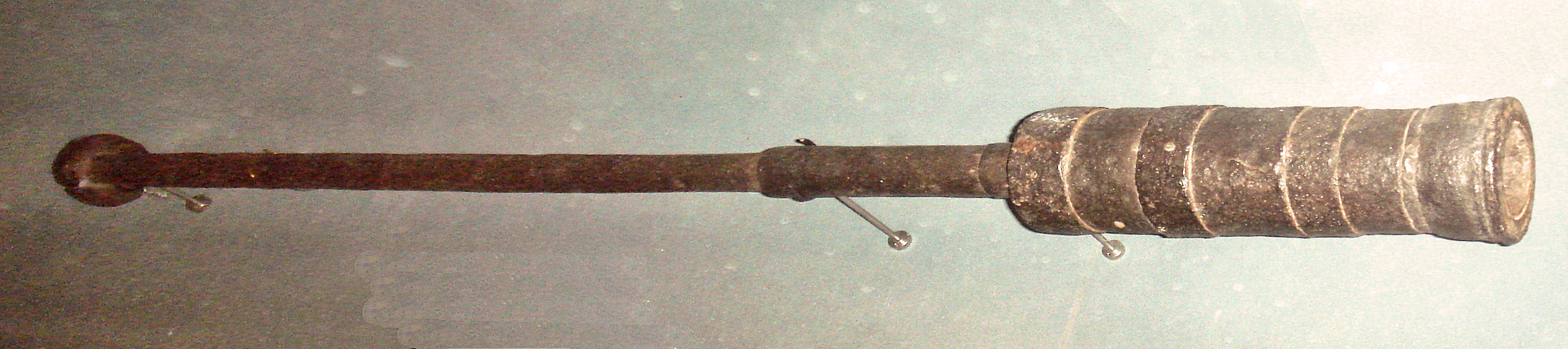
Ручна східноєвропейська бомбарда

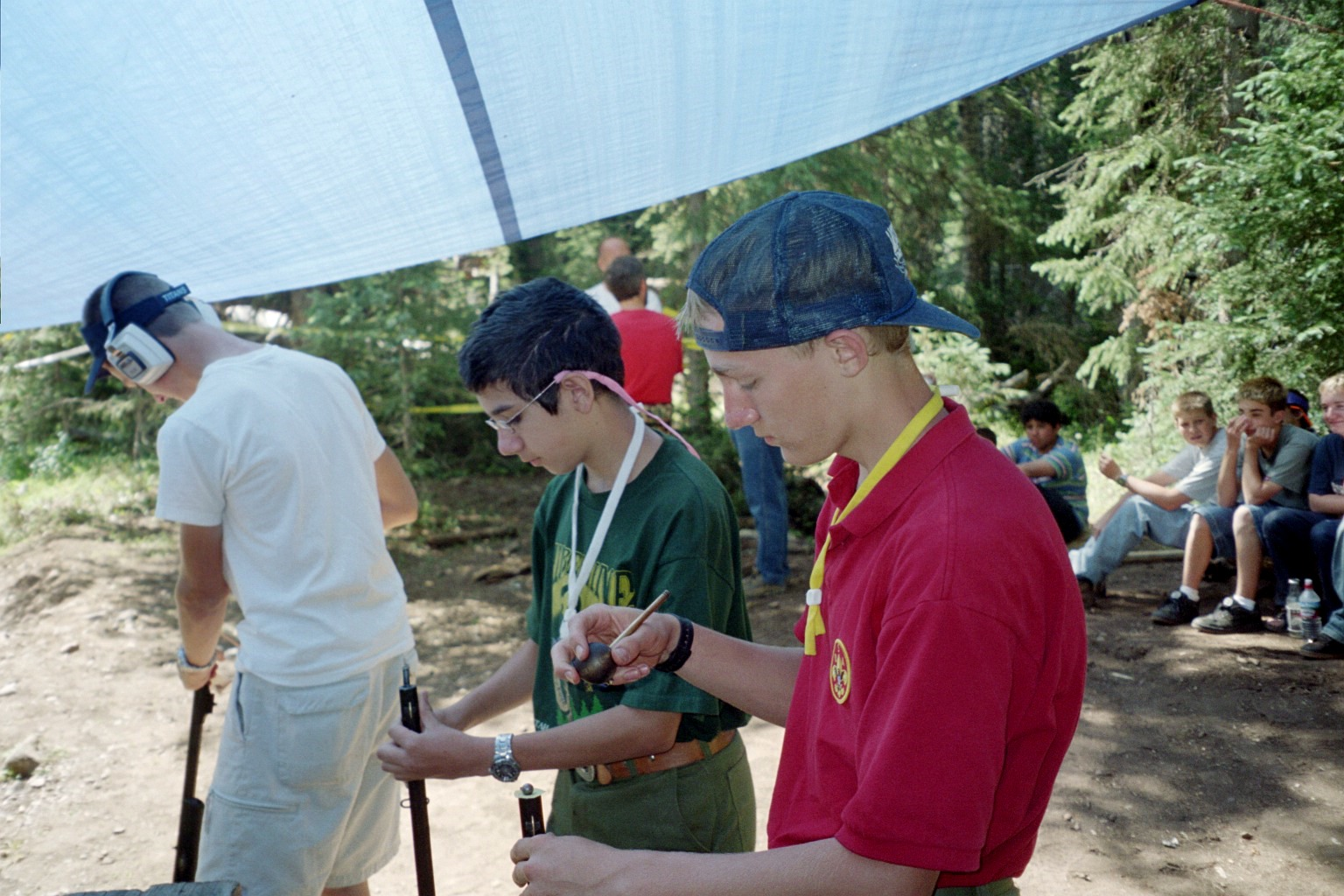
Дульнозарядна рушниця

Дульнозарядна рушниця — рушниця (довгоствольна вогнепальна зброя), яка заряджається з дула. Так заряджалася вся вогнепальна зброя до появи казнозарядних систем, під унітарний патрон. Головним недоліком заряджання з дула була необхідність просування кулі і заряду через весь ствол, довжина якого перевищувала півметра. З цієї ж причини стримувався розвиток нарізної зброї: оскільки діаметр кулі повинен бути більше нарізів, то досилання кулі, загорнутої в шматочок шкіри, було складним і довгим. Також була небезпека подвійного заряджання — якщо стрілець забував, що зброя вже заряджена, і заряджав її ще один раз, то при пострілі рушницю розривало, що призводило до травм або смерті стрільця.
Зараз з дула заряджається обмежене число систем, виключно короткоствольних, щодо яких не вживається назва «рушниця».

## Історія
У ранніх зразках зброї, яка заряджалася з дула, порох, після відмірювання заряду засипали його в ствол, заганяли пиж за допомогою шомпола, потім досилали кулю. Прагнення до швидкострільності призвело в XVII столітті до винаходу патрона — комплекту для здійснення пострілу, коли заряд пороху розміщувався у паперовій оболонці, до якої приєднувалася і куля. Під час заряджання стрілець розривав паперову оболонку, висипав порох у ствол зброї, використовував папір як пиж і досилав зверху кулю.
Після австро-прусської кампанії 1866 р. всюди перейшли до унітарних патронів і рушниць, які заряджаються з казни.

## Історія використання

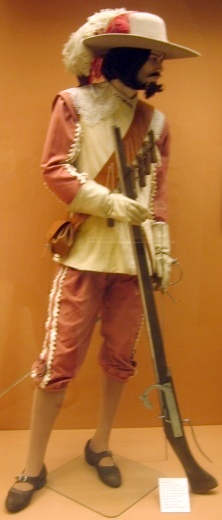
Іспанський аркебузир

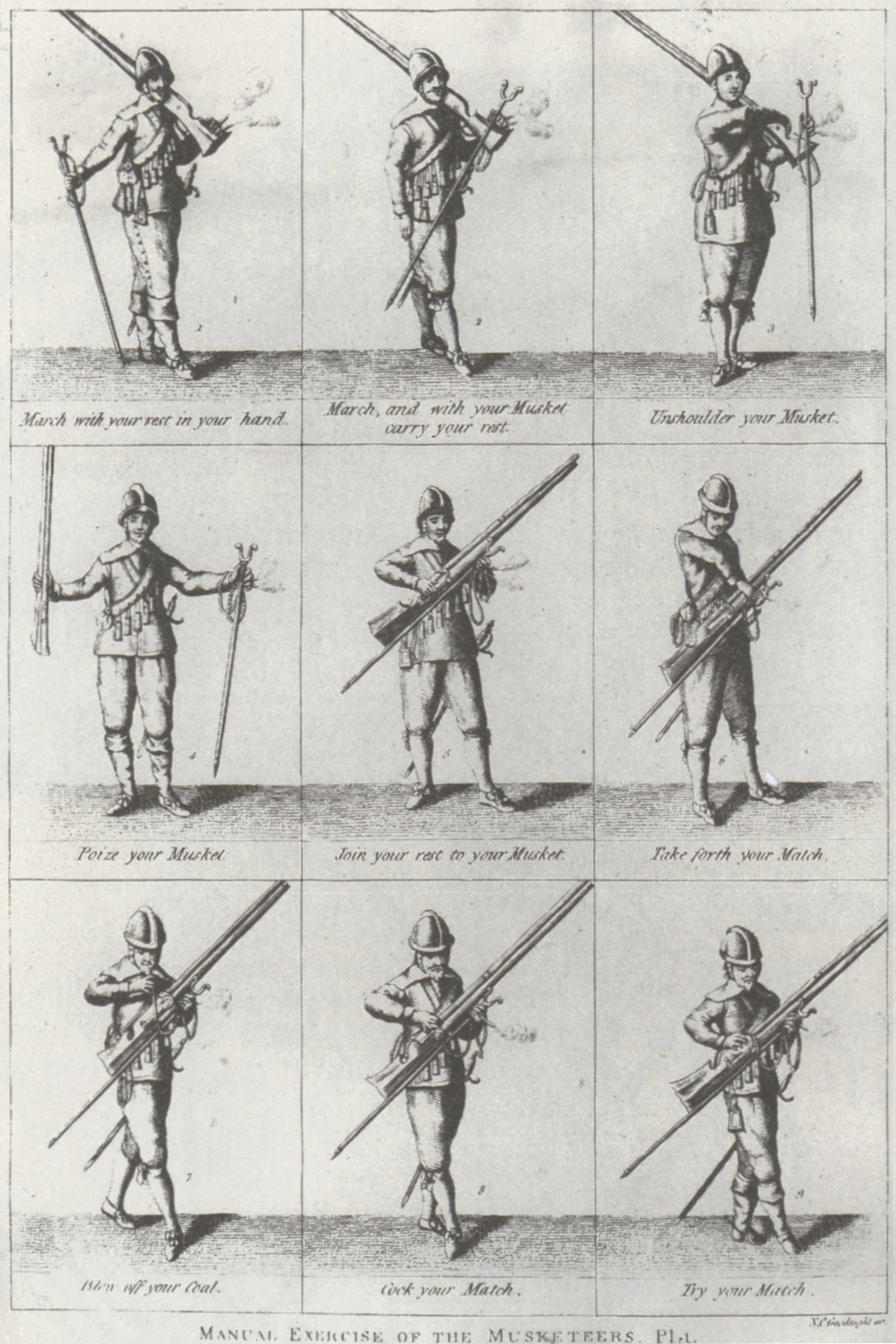
Покрокова інструкція 17-го століття, послідовно ілюструє етапи зарядки мушкета. Процес зарядки був довгий, складний і потенційно небезпечний.

- Аркебуза — гладкоствольна, ґнотова дульнозарядна рушниця, один з первинних зразків ручної вогнепальної зброї, що з'явився в першій третині XV. Заряджалася з дула кам'яними, а потім свинцевими кулями. Пороховий заряд підпалювався від руки через запалювальний отвір в стволі.
- Мушкет — ручна вогнепальна зброя XVI століття, що з'явилася спочатку в Іспанії в 1521 році і замінила примітивнішу аркебузу.